# Phongsali (provins)
Phongsali, (lao:  ຜົ້ງສາລີ) är en provins i norra Laos. Provinsen hade 177 989 invånare år 2015, på en area av 16 270 km². Provinshuvudstaden är Phôngsali.

## Administrativ indelning
Provinsen är indelad i följande distrikt:
1. Boun Nua (2-05)
2. Boun Tai (2-07)
3. Khoa (2-03)
4. Mai (2-02)
5. Gnot-Ou (2-06)
6. Phongsali (2-01)
7. Samphan (2-04)